# Hades Rise
Hades Rise je čtvrté studiové album norské black/thrashmetalové kapely Aura Noir vydané v roce 2008. Oproti předchozím je hudebně propracovanější a výrazně přibylo kytarových sól.

## Seznam skladeb
| Pořadí         | Název                      | Hudba          | Text           | Délka |
| -------------- | -------------------------- | -------------- | -------------- | ----- |
| 1.             | Hades Rise                 | Eide/Moe       | Eide           | 3:26  |
| 2.             | Gaping grave awaits        | Eide/Moe       | Eide           | 4:01  |
| 3.             | Unleash the demon          | Eide/Moe       | Moe            | 3:48  |
| 4.             | Pestilent streams          | Eide/Moe       | Eide           | 3:26  |
| 5.             | Schizoid Paranoid          | Eide/Moe       | Eide           | 2:45  |
| 6.             | Death Mask                 | Eide/Moe       | Moe            | 3:26  |
| 7.             | Shadows of Death           | Eide/Moe       | Eide           | 5:48  |
| 8.             | Iron night / Torment storm | Eide/Moe       | Eide           | 5:09  |
| 9.             | South American Death       | Eide/Moe       | Moe            | 3:13  |
| 10.            | The Stalker                | Eide/Moe       | Eide           | 3:08  |
| Celková délka: | Celková délka:             | Celková délka: | Celková délka: | 38:20 |

## Reedice: bonusy
"Sulphur Void" - Neseblod Records 2010 (LP vinyl), "Cut throat" - Peaceville Records 2012 (CD a LP vinyl)
| Pořadí | Název        | Hudba                     | Text    | Délka |
| ------ | ------------ | ------------------------- | ------- | ----- |
| 11.    | Sulphur Void | Eide/Moe                  | Eide    | 4:46  |
| 12.    | Cut throat   | Panigada/Contini/DiRienzo | Contini | 3:27  |

"Cut throat" je coververze skladby od Bulldozer z alba The Day of Wrath (1985).

## Sestava
- Carl-Michael Eide – zpěv (skladby 1,4,5,7,10,11), baskytara, kytara
- Ole Jørgen Moe – zpěv (skladby 2,3,6,8,9,12), bicí, baskytara, kytara
- Rune Eriksen – sólová kytara (skladby 3,6,8)
- Danny Coralles (Autopsy) – sólová kytara (skladba 2)